# Merolonche dolli
Merolonche dolli là một loài bướm đêm trong họ Noctuidae.